# バンコク・サムイ病院
バンコク・サムイ病院（Bangkok Hospital Samui）は、タイスラートターニー県サムイ島郡にあるバンコク・ドゥシット・メディカル・サービシーズのバンコク病院グループ系列の総合病院の一つである。バンコク病院サムイとも記述される。

## 概略
タイ南部タイランド湾に浮かぶサムイ島にある私立国際病院。ベッド数は50床。集中治療室は10室。常勤の小児科医、産科医がいる。CT装置があり血液透析も受けられる。医療ツーリズムの拠点ともなっており、患者の60%は外国籍の観光客。24時間の救急救命体制を整えており、ヘリコプター搬送も行っている。サムイ島以外にタオ島やパンガン島などからも患者を受け入れている。2007年にISO 9001:2000を取得済み。

## バンコク・サムイ病院診療所
- パンガン島-2009年開設。一般診療および24時間救急。パンガン島郡タムボン・バーンタイ ムー1　115/12-13に立地。
- タオ島-パンガン島郡タムボン・コタオ ムー1、9/32に立地。

## 国際対応
ほとんどの医師が英語での会話が可能であり、パートタイムの日本人スタッフがいる。